# Auschwitz ou le grand alibi
« Auschwitz ou le grand alibi » est un article écrit par Martin Axelrad et publié en 1960 dans Programme communiste, la revue du Parti communiste international (PCI) en français, plus tard réédité sous forme de brochure. La paternité de ce texte fut parfois attribuée à Amadeo Bordiga lui-même, bien que son nom n'apparaisse pas dans l'article publié par le Programme communiste, et que celle-ci ait été largement contestée,.

## Auteur
Comme tous les écrits et publications bordiguistes, le texte a été édité sans nom d'auteur en raison du principe de rédaction collective et de refus de la personnalisation. Publié en langue française dans le no 11 daté d'avril-juin 1960 de la revue Programme communiste, organe du Parti communiste international, l'article part de la critique d'une affiche du MRAP et s'appuie largement sur le livre L'histoire de Joël Brand. Le texte ayant été publié en français et en référence à un contexte français, cela rend problématique son attribution au théoricien communiste italien Amadeo Bordiga . En réalité, l'auteur est Martin Axelrad.

## Thèse
Selon le ou les auteurs de l'article, les nazis n'auraient pas tant exterminé les Juifs parce qu'ils étaient Juifs, que parce qu'ils constituaient en fait une fraction importante de la petite bourgeoisie, classe condamnée à disparaître « par l'avance irrésistible de la concentration du capital ». C'est pourquoi l'antisémitisme moderne aurait été développé en réalité par cette même petite bourgeoisie pour se préserver en tant que classe, quitte à sacrifier une partie d'elle-même. Le grand capital allemand, confronté à la crise économique, y aurait vu une aubaine historique : « il pouvait liquider une partie de la petite bourgeoisie avec l'accord de la petite bourgeoisie ; mieux, c'est la petite bourgeoisie elle-même qui se chargeait de cette liquidation. » Ainsi, selon le ou les auteurs, l'antisémitisme serait déterminé par les conditions socio-économiques :

« À l'horrible pression économique, à la menace de destruction diffuse qui rendaient incertaine l'existence de chacun de ses membres, la petite bourgeoisie a réagi en sacrifiant une de ses parties, espérant ainsi sauver et assurer l'existence des autres. L'antisémitisme ne provient pas plus d'un “plan machiavélique” que “d'idées perverses” : il résulte directement de la contrainte économique. La haine des Juifs, loin d'être la raison a priori de leur destruction, n'est que l'expression de ce désir de délimiter et de concentrer sur eux la destruction. »

Les nazis auraient tout d'abord tenté de se débarrasser des Juifs en les expulsant, mais aucun autre pays n'était prêt à les accueillir, étant eux aussi confrontés au même genre de problème avec leurs petites bourgeoisies respectives. La guerre aggravant la situation, le grand capital allemand aurait alors été amené à organiser leur mise à mort.
Après la guerre, les « démocraties antifascistes » se seraient servies de la Shoah comme élément central d'une propagande destinée à démobiliser la classe ouvrière en lui faisant croire qu'il existe une différence de nature entre elle et le fascisme, et en lui faisant oublier, par l'exhibition des « reliques de l'Extermination », que celle-ci découle de la même logique du capitalisme à laquelle elles aussi obéissent. Dans cette perspective, les exhortations à combattre le fascisme au nom de la démocratie seraient un leurre destiné à faire oublier au prolétariat que son véritable ennemi est, et demeure le  capitalisme : c'est en ce sens qu'Auschwitz, pris comme symbole de la « barbarie nazie », serait le « grand alibi » des démocraties capitalistes.

## Réception
Les thèses d’Auschwitz ou le grand alibi ont été contestées et dénoncées par la plupart des organisations d'extrême gauche, notamment celles qui se proposent comme principal objectif ou ayant comme principe majeur la lutte contre l'extrême droite.
En outre, Pierre Guillaume, qui fut sympathisant de Socialisme ou Barbarie puis de Pouvoir ouvrier, présenta le texte comme la première étape de ce qui fut plus tard son ralliement au négationnisme (qui fut désavoué par le PCI). Cela a fait dire à certains auteurs (notamment Daniel Lindenberg ou Valérie Igounet et, de façon plus mesurée, Pierre Vidal-Naquet) que cette brochure constituerait le texte fondateur du négationnisme de gauche :

« l’article intitulé “Auschwitz ou le Grand Alibi” ne niait en rien le génocide perpétré par les nazis mais en proposait au contraire une analyse très mécaniste. La republication par La Vieille Taupe de cet article sous forme de fascicule en 1979 peut être considérée comme le début de l’affaire négationniste dans le milieu de l’ultra-gauche. »

Cette interprétation est vivement contestée par le PCI lui-même, qui nie toujours la singularité des crimes nazis et de l'idéologie nazie à l'œuvre dans l'Allemagne du Troisième Reich, préférant expliquer le génocide des Juifs par une analyse socio-économique matérialiste :

« Car, c'est vrai, nous nions que “les crimes du nazisme restent uniques dans l'histoire” […] : il suffit de songer aux massacres des Tutsis au Rwanda, en se souvenant de la complicité criminelle de l'impérialisme français dans la préparation des tueries. […] [L]a racine de ces crimes se trouve dans le système capitaliste lui-même. »